# Linea B (metropolitana di New York)
La linea B Sixth Avenue Express è una linea della metropolitana di New York, che collega la città da nord, con capolinea presso la stazione di  145th Street, a sud, con capolinea presso Brighton Beach. È indicata con il colore arancione brillante poiché la trunk line utilizzata a Manhattan è la linea IND Sixth Avenue.

## Storia

### 1940-1960
La lettera B era originariamente utilizzata per indicare quella linea (in inglese service) che effettuava un servizio espresso tra i quartieri di Washington Heights e Midtown Manhattan, utilizzando la linea IND Sixth Avenue.
Tuttavia, la linea B originale, che operò del 1940 al 1968, era una linea che effettuava un servizio locale, durante l'ora di punta tra le stazioni di 168th Street e di 34th Street-Herald Square. Questa linea era però indicata come BB in conformità con il protocollo utilizzato dall'Independent Subway System per indicare i servizi locali.

### 1960-1980
Successivamente all'apertura della Chrystie Street Connection la linea BB venne fusa con la linea T, che utilizzava la linea BMT West End, creando così una linea, originariamente denominata BT ed in seguito semplicemente B, che partiva da 168th Street e arrivava a Coney Island-Stillwell Avenue. A partire dal 1º luglio 1968, la linea B terminava, durante l'ora di morbida, a 57th Street e, durante le ore di punta, a 168th Street.

### 1980-2000
A causa della chiusura parziale del ponte di Manhattan al servizio metropolitana tra 13 aprile 1986 e il 21 febbraio 2004, la linea B venne suddivisa in due linee una settentrionale e una meridionale. La linea B settentrionale, che utilizzava la linea IND Sixth Avenue e che era nota informalmente anche come Orange B, svolgeva più o meno il servizio dell'ex linea BB.  La linea B meridionale, che utilizzava la linea BMT Broadway e che era nota informalmente anche come Yellow B, svolgeva invece un servizio più o meno simile a quello dell'ex linea T.
La linea B, riprese il servizio l'11 dicembre 1988. Il 29 ottobre 1989 venne poi aperta la linea IND 63rd Street, e il servizio venne esteso fino a 21st Street-Queensbridge. La linea B utilizzava questa nuova linea nei fine settimana, ed in seguito anche nei giorni feriali.
A partire dal 30 aprile 1995 fino al novembre dello stesso anno, il lato nord del ponte di Manhattan venne chiuso durante mezzogiorno e i fine settimana. In questo periodo, la linea B era operativa solo tra le stazioni di Atlantic Avenue-Barclays Center e di Coney Island-Stillwell Avenue, solgendo un servizio locale sulla linea BMT West End ed espresso sulla linea BMT Fourth Avenue.
Il 22 febbraio 1998, la linea B è stata interrotta a 57th Street, di sera e nei fine settimana, per permettere la ricostruzione della linea IND 63rd Street. Il servizio su questa linea è stato poi sostituito da una navetta che operava sulla linea BMT Broadway.

### 2000-presente
Il 22 luglio 2001, il servizio della linea B sul ponte di Manhattan è stato nuovamente interrotto e la linea riorganizzata in modo molto simile a quanto avvenuto nel 1986. Tuttavia, questa volta la parte meridionale della linea venne rinominata linea W. La linea B, invece, operava solo nei giorni feriali, fino a Bedford Park Boulevard, durante le ore di punta, e fino a 145th Street, a mezzogiorno e di sera.
Il 22 febbraio 2004, il ponte di Manhattan è stato completamente riaperto al servizio della metropolitana. La linea B è stata quindi estesa verso Brooklyn, sostituendo il servizio espresso della linea Q.
Dal 14 settembre 2009 al 3 ottobre 2011, la linea B ha effettuato un servizio locale a Brooklyn per permettere di attuare il progetto di ricostruzione della linea BMT Brighton.

## Il servizio
La linea B Sixth Avenue Express è attiva solo nei gironi feriali dalle 6:00 alle 23:00. A seconda delle fasce orarie il servizio è così strutturato:
- Tre le 6:00 e le 9:00 e tra le 16:00 e le 19:00 la linea è attiva tra Bedford Park Boulevard e Brighton Beach, svolgendo un servizio locale nel Bronx, a Brooklyn e nella parte alta di Manhattan e un servizio espresso nella parte bassa di Manhattan. Ferma in 37 stazioni, con un tempo di percorrenza di 1 ora e 20 minuti.[4]
- Tra le 9:00 e le 16:00 e tra le 19:00 e le 23:00 la linea è attiva tra 145th Street e Brighton Beach, svolgendo un servizio locale a Brooklyn e nella parte alta di Manhattan e un servizio espresso nella parte bassa di Manhattan. Ferma in 27 stazioni, con un tempo di percorrenza di 1 ora circa.[4]

Possiede interscambi con 18 delle altre 24 linee della metropolitana di New York, con due linee della Port Authority Trans-Hudson, con il servizio ferroviario suburbano Long Island Rail Road e con numerose linee automobilistiche gestite da MTA Bus e NYCT Bus.

### Le stazioni servite
| Stazione                              |  | Interscambi con la metropolitana | Altri Interscambi         |
| ------------------------------------- |  | -------------------------------- | ------------------------- |
| Bronx                                 |  |                                  |                           |
| Bedford Park Boulevard                |  | D                                | MTA Bus · NYCT Bus        |
| Kingsbridge Road                      |  | D                                | MTA Bus · NYCT Bus        |
| Fordham Road                          |  | D                                | MTA Bus · NYCT Bus        |
| 182nd-183rd Streets                   |  | D                                | MTA Bus · NYCT Bus        |
| Tremont Avenue                        |  | D                                | MTA Bus · NYCT Bus        |
| 174th-175th Streets                   |  | D                                | NYCT Bus                  |
| 170th Street                          |  | D                                | MTA Bus · NYCT Bus        |
| 167th Street                          |  | D                                | NYCT Bus                  |
| 161st Street-Yankee Stadium           |  | 4 · D                            | NYCT Bus                  |
| Manhattan                             |  |                                  |                           |
| 155th Street                          |  | D                                | NYCT Bus                  |
| 145th Street                          |  | A · C · D                        | NYCT Bus                  |
| 135th Street                          |  | C                                | NYCT Bus                  |
| 125th Street                          |  | A · C · D                        | NYCT Bus                  |
| 116th Street                          |  | C                                | NYCT Bus                  |
| Cathedral Parkway-110th Street        |  | C                                | NYCT Bus                  |
| 103rd Street                          |  | C                                | NYCT Bus                  |
| 96th Street                           |  | C                                | NYCT Bus                  |
| 86th Street                           |  | C                                | NYCT Bus                  |
| 81st Street-Museum of Natural History |  | C                                | MTA Bus · NYCT Bus        |
| 72nd Street                           |  | C                                | MTA Bus · NYCT Bus        |
| 59th Street-Columbus Circle           |  | 1 · A · C · D                    | MTA Bus · NYCT Bus        |
| Seventh Avenue-53rd Street            |  | D · E                            | NYCT Bus                  |
| 47th-50th Streets-Rockefeller Center  |  | D · F · M                        | NYCT Bus                  |
| 42nd Street-Bryant Park               |  | 7 · D · F · M                    | MTA Bus · NYCT Bus        |
| 34th Street-Herald Square             |  | D · F · M · N · Q · R · W        | PATH · MTA Bus · NYCT Bus |
| West Fourth Street-Washington Square  |  | A · C · D · E · F · M            | PATH · NYCT Bus           |
| Broadway-Lafayette Street             |  | 6 · D · F · M                    | NYCT Bus                  |
| Grand Street                          |  | D                                | NYCT Bus                  |
| Brooklyn                              |  |                                  |                           |
| DeKalb Avenue                         |  | Q · R                            | NYCT Bus                  |
| Atlantic Avenue-Barclays Center       |  | 2 · 3 · 4 · 5 · D · N · Q · R    | LIRR · MTA Bus · NYCT Bus |
| Seventh Avenue-Flatbush Avenue        |  | Q                                | NYCT Bus                  |
| Prospect Park                         |  | Q · Franklin Avenue Shuttle      | NYCT Bus                  |
| Church Avenue                         |  | Q                                | NYCT Bus                  |
| Newkirk Plaza                         |  | Q                                | NYCT Bus                  |
| Kings Highway                         |  | Q                                | MTA Bus · NYCT Bus        |
| Sheepshead Bay                        |  | Q                                | NYCT Bus                  |
| Brighton Beach                        |  | Q                                | NYCT Bus                  |

## Il materiale rotabile
Sulla linea B vengono utilizzate 40 carrozze R68, realizzate dalla Westinghouse Amrail Company, e 160 carrozze R68A, prodotte dalla Kawasaki Heavy Industries. Le 40 carrozze R68 sono assemblate in 5 treni da 8 carrozze, mentre le 160 R68A sono assemblate in 19 treni. Il deposito assegnato alla linea è quello di Coney Island.